# Paul Lisak
Paul Lisak (1967-??) es un artista de origen franco-ruso, residente en Londres (Reino Unido), conocido por su doble faceta como pintor y músico. Es el líder del grupo musical Paul Lisak and After The Ice.

## Biografía
Paul Lisak nació en Bayona (Francia) el 30 de enero de 1967, de padre ruso y madre francesa. A la edad de dos años, su familia se trasladó a Inglaterra, lugar donde creció y que continúa siendo su actual residencia. A la edad de dieciséis años, comenzó a tocar la guitarra y a cantar, y a partir de los veintiséis empezó a componer canciones, enmarcadas dentro del género del rock y pop.
Tras terminar sus estudios en el Lycée Français de Londres, en 1986 se matriculó en Bellas Artes en la Saint Martins School of Art de la misma ciudad. Allí experimentó con distintas técnicas pictóricas, yendo del abstracto pasando por el collage, a las instalaciones, sin encontrar un estilo propio que le convenciera. No fue hasta tras graduarse en 1989 cuando finalmente tomó una dirección clásica. Su pintura ha sido comparada en reiteradas ocasiones con la pintura de los grandes maestros del renacimiento.

## Obra pictórica
Influido por Tiziano, Picasso, Caravaggio y Velázquez entre otros, Paul Lisak realiza una obra de gran formato, en óleo sobre lienzo, en la que la técnica del claro oscuro es la dominante. Habla en su obra de los problemas y dilemas que acosan al hombre actual, de la guerra, de la dicotomía entre ciencia y teología, y en general de los conflictos. Recurre para ello a figuras y personajes actuales, creando composiciones que integran en numerosas ocasiones, símbolos universales de las religiones, la mitología, y la ciencia. 
Hasta el año 1999, son muy pocas las muestras que de este artista se llevan a cabo, ya que vive bastante aislado del mundo exterior, y debido también a una falta de tiempo causada por una vida dedicada día y noche a la producción de nuevas obras, tanto pictóricas como musicales. 
A partir de ese año, toma las riendas de su carrera su amigo y mecenas Nicolás González-Camino, quien comienza a exponer sus trabajos inicialmente en Europa, para más adelante llegar a Asia, Norteamérica y Sudamérica.  
Sin duda se trata de un artista controvertido, ya que su pintura ha sido en numerosas ocasiones ovacionada por el público y la crítica, quienes reconocen en Paul Lisak un don único como pintor y dibujante, así como la virtud de recuperar con enorme talento el valioso legado de los grandes pintores del renacimiento. Al lado de estas muestras de entusiasmo, coexisten críticas que le reprochan el no utilizar dicho talento para crear un estilo propio y novedoso, algo que Lisak nunca ha comprendido ni compartido.

## Obra musical
Cantautor y guitarrista criado en los suburbios de Londres, Paul Lisak comienza sus primeros pasos en público con su banda Holy God con la que graba en 1995 su primer disco The holy unspeakable name of God. Un disco radical, experimental, de largos temas que mezclan el rock de los años 60 y 70 con acordes de blues, y que en ocasiones flirtea con el heavy, con claras influencias de artistas como Jimi Hendrix, Led Zeppelin, Elvis Presley, The Mahavishnu Orchestra y John McLaughlin. Este trabajo no encuentra una salida clara a pesar de que las actuaciones en directo son muy aclamadas por el público entendido y sofisticado.
Músico autodidacta, Paul Lisak trabaja de forma incansable durante 6 horas al día, 7 días por semana la voz, la guitarra y la composición. 
En 2007, de la mano de su marchante de arte, que funda con la ayuda de algunos clientes de su pintura  la productora Tizcam Music, Lisak recompone su grupo junto con su batería de siempre, Laurent Frodello, y el bajista Hamzah Bashir-Khan, al que llaman After The Ice. Graban un disco compuesto de 13 temas, del que sólo saldrán a la calle 4 de ellos en forma de EP, llamado It happens all the time. El trabajo es muy bien acogido por el público y muy pronto, en el 2008 el grupo comienza a girar, por Inglaterra, por Europa y por Asia, ganando varios premios. 
Sin embargo la fuerte personalidad de Lisak, su carácter omnipresente en el seno de su grupo, y la aparición de varios temas acústicos, le lleva a centrar el proyecto en su persona y a prescindir del grupo como ente en sí. El grupo, el concepto, pasa a llamarse entonces Paul Lisak and After The Ice.
En la actualidad, Lisak está trabajando en la grabación de un nuevo EP, con 5 temas nuevos que verá la luz en el otoño de 2009, y que será producido y publicado por Tizcam Music.